# Александар Огњановић
Александар Огњановић (Београд, 20. август 1921 — Београд, 11. јануар 1997) био је југословенски и српски позоришни редитељ и глумац.

## Каријера
Огњановић је похађао Драмски одсек на Факултету музичке уметности у Београду у периоду од 1942. до 1945. године у класи са Петром Коњовићем, Страхињом Петровићем и Вјекославом Африћем. Био је члан Уметничког позоришта Београд од 1941. до 1943. године, као и Академског позоришта.
Током 1943/44. године глумио је и режирао на сценама београдских позоришта. У сезони 1944/45. био је ангажован и радио у Градском позоришту Јагодина, а након тога у Градском позоришту у Београду (1945/46), Народном позоришту на Цетињу (1946/47), Народном позоришту Шабац (1948/49), у Студију филмских глумаца при Авала филму Београду (1950/51), а од 1951. до 1954. године у Српском народном позоришту у Новом Саду, где је у сезони 1952/53. био и наставник глуме у Средњој позоришној школи.
Током сезоне 1954/55. сарађивао је са Српским народним позориштем као гост, а од 1954. године бавио се само режијом. У Народном позоришту у Шапцу режирао је током сезоне  1954/55, Народном позоришту у Панчеву током сезоне 1955/56, а након тога поново у Шапцу од 1956. до 1960. године, да би тада био примљен за редитеља Београдског драмског позоришта у којем је радио до пензионисања, 1982. године.
Огњановић је драматизовао, адаптирао и режирао текстове Јована Стерије Поповића (Кир Јања, Лажа и паралажа), Бранислава Нушића (Општинско дете, Ујеж, Покојник), Мирослава Крлеже (У агонији), Луја Давича (Песма, Бетон и свици, Робија) и других. Неке од представа које је режирао укључују Манде, Стаклена менажерија и Леда.
Његов син Младен Огњановић био је првак Шабачког позоришта, а ћерка Огњанка је такође глумица. Александрова унука је Анастасиа Мандић, такође глумица. Поред позоришних представа, режирао је ТВ филм Сумњиво лице из 1979. године.

## Филмографија
| Год.   | Назив                                | Улога                |
| ------ | ------------------------------------ | -------------------- |
| 1950-е |                                      |                      |
| 1951.  | Дечак Мита                           | Бранко               |
| 1953.  | Била сам јача                        |                      |
| 1955.  | Песма са Кумбаре                     |                      |
| 1956.  | Ципелице на асфалту (сегмент Зорица) |                      |
| 1970-е |                                      |                      |
| 1971.  | Операција 30 слова                   | Александар Огњановић |